# روث والاس
روث والاس (بالإنجليزية: Ruth Wallace)‏ (1 فبراير 1993 بأديلايد في أستراليا - ) هي لاعبة كرة القدم الأسترالية ولاعبة كرة قدم أسترالية في مركز الوسط. لعبت مع Adelaide United FC (women) ‏ وAdelaide Football Club ‏.

## وصلات خارجية
- روث والاس على موقع قاعدة بيانات كرة القدم.إي يو (الإنجليزية)
- روث والاس على موقع AustralianFootball.com (الإنجليزية)